# Phyllomys lamarum
Phyllomys lamarum é uma espécie de roedor da família Echimyidae.
É endêmica do Brasil, onde é conhecida dos estados da Bahia, Ceará, Pernambuco e Minas Gerais.